# Van Leeuwen (Unternehmen)
Die Van Leeuwen Pipe an Tube Group B.V. ist ein niederländisches Stahlrohrhandelsunternehmen mit Sitz in Zwijndrecht. Neben klassischen Stahlrohren sowie Absperrventilen, Flanschen und Fittings vertreibt das Unternehmen auch Stab- und Profilstahl.
Das Unternehmen Van Leeuwen wurde 1924 von Piet van Leeuwen gegründet. Im Jahr 1947 wurde die erste ausländische Niederlassung in Belgien eröffnet, der in den folgenden Jahrzehnten eine Vielzahl von Standorten weltweit folgte.
Im Jahr 2019 übernahm Van Leeuwen die Stahlhandelssparte Benteler Distribution des österreichischen Automobilzulieferers Benteler International AG. Die Unternehmensdivision Benteler Distribution erzielte zuletzt für sich allein genommen einen Jahresumsatz von über 750 Millionen Euro.